# Stelletta centrotyla
Stelletta centrotyla är en svampdjursart som beskrevs av Lendenfeld 1907. Stelletta centrotyla ingår i släktet Stelletta och familjen Ancorinidae.
Artens utbredningsområde är havet kring Australien. Inga underarter finns listade i Catalogue of Life.